# Time and the Conways
Time and the Conways (traducida al español como La herida del tiempo y como El tiempo y los Conway) es una obra de teatro en tres actos del dramaturgo británico J. B. Priestley, estrenada en 1937.

## Argumento

### I Acto
Se desarrolla en casa de la familia Conway en 1919, la noche del cumpleaños de una de las hijas, Kay. La familia está compuesta por la señora Conway, sus hijas Kay, Hazel, Madge y Carol y sus hijos Alan y Robin. Aparecen en escena, además, otros tres personajes: Gerald, un abogado, Joan, una joven enamorada de Robin, y Ernest, un joven y ambicioso emprendedor, de baja clase social, que tiene intenciones de atacar a la familia Conway . La familia celebra el fin de la I Guerra Mundial, y tiene puestas sus esperanzas en un brillante futuro de sueños cumplidos. En un momento dado, Kay cae en un estado de ensoñación y tiene una visión del futuro.

### II Acto
El segundo acto se desarrolla en la misma habitación y nos sumerge en las vidas destrozadas de los Conway exactamente dieciocho años más tarde. Reunidos de nuevo, se muestra cómo las vidas de los Conway han fracasado en diferentes maneras. Robin se ha convertido en un viajante, alejado de su esposa Joan, Madge no ha logrado hacer realidad sus sueños socialistas, Carol ha muerto, Hazel está casada con el rico pero sádico Ernest. Kay ha tenido éxito hasta cierto punto como una mujer independiente, pero no ha realizado su sueño de escribir una novela. Lo peor de todo, la fortuna de la señora Conway se ha desperdiciado, la casa de la familia se va a vender y la herencia de los hijos se ha ido. Según avanza la acción, los resentimientos y tensiones estallan y los Conway se dividen por la miseria y el dolor. Sólo Alan, el más tranquilo de la familia, parece mantener su calma. En la escena final, Kay le confiesa su desesperanza a Alan quien le sugiere que el secreto de la vida es comprender su verdadera realidad: la premisa de que la percepción de que el tiempo es lineal y que debemos aprovechar y tomar lo que se pueda antes de morir es falsa. Si somos capaces de ver el tiempo como eternamente presente, que en un momento dado que estamos viendo sólo "una sección transversal de nosotros mismos", entonces podemos trascender el sufrimiento sin necesidad de herir o chocar con otras personas.

### III Acto
El tercer acto nos devuelve a 1919 y vemos cómo las semillas de la caída de los Conway se están sembrando, incluso entonces. Ernest es rechazado por Hazel y la señora Conway, el amor en ciernes de Gerald hacia Madge es destruido por el esnobismo de la señora Conway en otro momento de arrogancia social, Alan es rechazado por Joan que se convierte en prometida de Robin. Mientras los hijos se reúnen al final de la obra de la señora Conway, Kay tiene un momento de recuerdo de la visión del segundo acto. Preocupada, sale de la fiesta y la obra termina con Alan prometiendo que será capaz de decirle algo en el futuro que va a ayudarla.

## Representaciones destacadas
La obra se estrenó en el Duchess Theater de Londres el 26 de agosto de 1937, con Barbara Everest (Mrs. Conway), Raymond Huntley (Alan), Molly Rankin  (Magde), Alexander Archdale (Robin) y Jean Forbes Robertson (Kay).
Unos meses más tarde, en enero de 1938 se produjo el estreno neoyorquino en el Ritz Theatre de Broadway, con Sybil Thorndike (Mrs. Conway), Jessica Tandy (Kay), Godfrey Kenton (Alan) y Joan Henley (Magde).

## Representaciones en España en castellano
- Teatro María Guerrero, Madrid, 1942.
  - Adaptación: Luis Escobar.
  - Intérpretes: Ana María Noé, Mari Carmen Díaz de Mendoza, Carmen Seco, Guillermo Marín (Alan), Lola Alba, Pepita Velázquez, Manuel de Juan.

- Teatro Eslava, Madrid, 1960.
  - Adaptación: Luis Escobar.
  - Intérpretes: Blanca de Silos, Elisa Montés, África Martínez, Rafael Arcos, Miguel Palenzuela.

- Televisión española, septiembre de 1961.
  - Realización: Juan Guerrero Zamora.
  - Intérpretes: Margarita Lozano y Jesús Puente.

- Televisión española, Primera fila, 19 de julio de 1963.
  - Realización: Julio Ruiz.
  - Intérpretes: Julia Gutiérrez Caba, Jesús Puente, Enriqueta Carballeira, Nela Conjiu, Gemma Cuervo, Terele Pávez, Carmen Sáez.

- Televisión española, Estudio 1, 18 de enero de 1967.
  - Realización: Alberto González Vergel.
  - Intérpretes: Ana María Vidal, José María Prada, Luisa Sala, Lola Herrera, Concha Cuetos, Enrique Cerro, Alicia Hermida, Tina Sáinz, Víctor Valverde.

- Teatro Bellas Artes, Madrid, 1984.
  - Adaptación: Luis Escobar.
  - Dirección: José María Morera.
  - Intérpretes: María José Goyanes (Kay), Carmen Bernardos (Sra. Conway), Joaquín Kremel (Alan), Inma de Santis (Carol), María Jesús Sirvent (Diana), Ana María Barbany (Marta), Mercedes Lezcano (Joan), Ramón Pons (Gerald), Fernando Valverde (Ernesto), Juan Meseguer (Robin).

- Teatros del Canal, Madrid, 2012.
  - Adaptación: Luis Alberto de Cuenca, Alicia Mariño.
  - Dirección: Juan Carlos Pérez de la Fuente.
  - Intérpretes: Luisa Martín (Sra. Conway), Nuria Gallardo, Alejandro Tous, Juan Díaz, Chusa Barbero, Deborah Izaguirre, Ruth Salas, Alba Alonso, Toni Martínez.

- Pensión de las pulgas, Madrid, 2016.
  - Traducción y  versión: Débora Izaguirre.
  - Dirección: Adolfo del Río Obregón.
  - Intérpretes: Isabel Ampudia  (Sra. Conway),  Carlota Callen (Hazel),  Rodrigo Daza (Robin),  Alba Gallego (Carol),  Rocío García  Cano (Joan Helford),  Débora Izaguirre (Kay),  Juan Antonio Molina (Geraldine Thornton),  Rodrigo Sáenz de Heredia (Alan),  Julián Teurlais (Ernest Beevers),  Ángel Villar (Madge).

## Representaciones en Latinoamérica
- Como Av. Irarrázaval, Teatro Nacional Chileno, Santiago de Chile, 2017
  - Dramaturgía: Bruno Vidal
  - Dirección: Camilo Carmona
  - Intérpretes: Katty Kowaleczko, Javiera Díaz de Valdés, José Palma, Juan Pablo Peragallo, Omar Morán, Silvana Gajardo, Alejandra Oviedo, Iván Parra, Catalina Stuardo y Andrea García-Huidobro.